# SDK
SDK, или Software development kit (с англ. — «комплект для разработки программного обеспечения») — набор инструментов для разработки программного обеспечения, объединённый в одном пакете, обычно содержит комплект необходимых библиотек, компилятор, отладчик, иногда — интегрированную среду разработки. Обычно зависят от комбинации аппаратного обеспечения и операционной системы.
Некоторые SDK необходимы для разработки приложения под конкретную платформу. Например, для разработки Android-приложений используется Android SDK и Android NDK. Для iOS-приложений требуется iOS SDK. Для универсальной платформы Windows можно использовать .NET Framework SDK, а для создания приложений на Java — Java Development Kit.

## Описание
SDK могут варьироваться от простых библиотек до аппаратно-зависимых инструментов и часто включают отладчики, примеры кода и документацию. Их лицензии могут ограничивать совместимость: например, проприетарные SDK обычно несовместимы со свободным ПО, а некоторые лицензии с открытым исходным кодом ограничивают коммерческое использование. Несмотря на полезность SDK — особенно в Android-приложениях, где используется много таких пакетов — они могут нести риски для безопасности и конфиденциальности.

## Примеры
- AmigaOS
- Android NDK
- iOS SDK
- Java Development Kit
- Java Web Services Development Pack[вд]
- Microsoft Windows SDK
- Vuforia